# گرسنگی (فیلم ۱۹۷۴)
«گرسنگی» (انگلیسی: Hunger (1974 film)) فیلمی در ژانر پویانمایی رایانه‌ای است.